# Hans Nagel (General)
Hans Nagel (* 27. November 1882 in Stade; † 20. Mai 1964) war ein deutscher Generalmajor im Zweiten Weltkrieg. Er hatte wehrwirtschaftlich bedeutsame Funktionen inne. Sein umfassender Abschlussbericht über die Tätigkeit des Wirtschaftsstabes Ost von 1941 bis 1943 stellt eine wichtige Quelle für kriegswirtschaftliche Forschungen dar.

## Leben
Nagel war der Sohn einer norddeutschen, protestantischen Juristenfamilie. Er trat am 1. Oktober 1903 als Einjährig-Freiwilliger in das Feldartillerie-Regiment „Oranien“ (1. Nassauisches) Nr. 27 der Preußischen Armee ein und avancierte am 18. August 1905 mit Patent vom 29. Januar 1904 zum Leutnant. Er nahm am Ersten Weltkrieg als Generalstabsoffizier teil. Nach dem Krieg war er Stabschef des Freikorps Maercker und engagierte sich dann als deutschnationaler Aktivist. Im Zusammenhang mit dem Kapp-Putsch 1920 verhinderte er als Leiter des Sicherheitsdienstes in Halle ein Übergreifen des kommunistischen Aufstandes in Mitteldeutschland auf die Stadt Halle. Bis Dezember 1928 war er als persönlicher Referent des Präsidenten des Reichslandbundes und Organisationsleiter dieser Interessenvertretung der Landwirtschaft tätig. Danach stieg er in der Deutschnationalen Volkspartei (DNVP) bis zum Geschäftsführenden Vorstandsmitglied und Leiter der Parteizentrale der DNVP auf.
Nachdem sich die DNVP im Zuge der Gleichschaltung 1933 selbst aufgelöst hatte, erfolgte am 1. Mai 1934 der Wiedereintritt in die Wehrmacht als Major. Er wurde Mitte der 1930er-Jahre in der Wehrmacht Leiter des Lehrstabes im Wehrwirtschaftsamt, einer der führenden Köpfe der militärischen Rüstungsorganisation und wirkte zudem als Lehrbeauftragter der Hochschule für Handels- und Sozialwissenschaften in Königsberg.
Im Zweiten Weltkrieg wurde Nagel zunächst Rüstungsinspekteur in Prag, dann im Generalgouvernement, schließlich 1940 beim Militärbefehlshaber Belgien und Nordfrankreich. Schon im Januar 1941, im Vorfeld des Unternehmens Barbarossa, erhielt er den Auftrag, einen Lehrstab für die Ausbildung von Wehrwirtschaftsoffizieren für den bevorstehenden Russlandfeldzug aufzustellen und an der Planung von Richtlinien für die Wirtschaftspolitik in den zu erobernden Gebieten der UdSSR mitzuwirken. Nagel war Inspekteur der – unter dem Tarnnamen „Wirtschaftsinspektion Westfalen“ aufgestellten – Wirtschaftsinspektion Kaukasus. Die von Ernährungsstaatssekretär Herbert Backe vorgelegten Richtlinien zur Ausbeutung der landwirtschaftlichen Ressourcen wurden von Nagel übernommen. Im Juli 1941, nach Beginn des deutschen Überfalls auf die UdSSR, wurde er zum „Generalreferenten für die Wirtschaft im Operationsgebiet Ost beim Reichsmarschall“ ernannt. In dieser Funktion wirkte er als Verbindungsmann zwischen dem Chef der Vierjahresplanbehörde Hermann Göring und dem Chef des Wehrwirtschafts- und Rüstungsamtes General der Infanterie Georg Thomas.

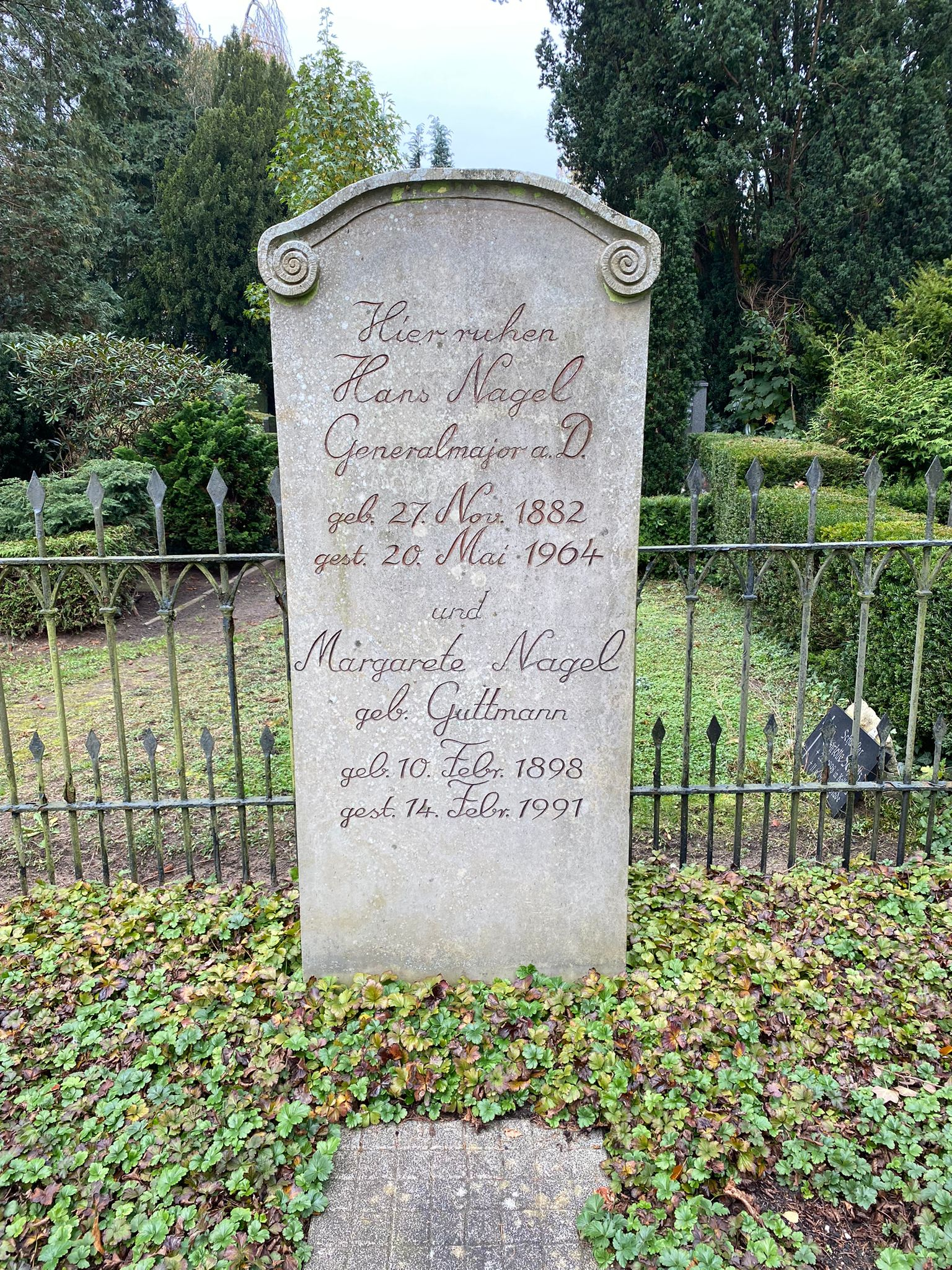
Grabstätte auf dem Horstfriedhof in Stade

Nagel, der kein Mitglied der NSDAP war, vertrat anfangs eine rigide Ausbeutungsstrategie mit Hungerpraxis für die besetzten Ostgebiete, an der er auch selbst konzeptionell mitgewirkt hatte, kam aber nach Rundreisen bei Wirtschaftsdienststellen immer mehr zu der Überzeugung, dass politische wie militärische Gründe eine schonendere Behandlung der einheimischen Bevölkerung erforderten. So machte er sich schon in einem Schreiben vom 29. Oktober 1941 an General Thomas die Position des Abteilungsleiters einer Wirtschaftsinspektion zu eigen, der ihm mitgeteilt hatte:

„Weder mit halbverhungerten, noch mit gar nicht oder in Lumpen gekleideten Arbeitsmenschen lässt sich eine Produktion von reichswichtigen Gütern aller Art aufrechterhalten, geschweige denn lässt sich unter solchen Umständen eine Produktionssteigerung erreichen.“

Am 30. Juni 1942 sprach sich Nagel gegenüber Wehrwirtschaftsgeneral Thomas dafür aus, dass auch die nicht arbeitende Zivilbevölkerung „in irgend einer Form“ miternährt werden sollte, da die Sicherungstruppen zu schwach seien, ansonsten die Befriedung des rückwärtigen Raumes zu gewährleisten.
Nachdem im August 1942 General der Infanterie Otto Stapf General der Flieger Wilhelm Schubert als Chef des Wirtschaftsstabes Ost ablöste, wurde die Verbindungsstelle zu Göring aufgelöst. Nagel übernahm die Leitung der Wirtschaftsinspektion Don-Donez und entwickelte ein neues Konzept der kriegswirtschaftlichen Politik, die eine größere Rücksichtnahme gegenüber der Zivilbevölkerung anstrebte. Nach der Wende durch die Stalingrader Schlacht 1942/1943 und dem deutschen Rückzug wurde die von ihm geleitete Wirtschaftsinspektion Süd (ehem. "Don-Donez") am 7. November 1943 aufgelöst und in die Heeresgruppe Mitte überführt. Ab 1944 fertigte Nagel für den Chef des Wirtschaftsstabes Ost, General Stapf, einen umfassenden Abschlussbericht über die Tätigkeit dieser Organisation von 1941 bis 1943 an, der 1991 in einer von dem wissenschaftlichen Direktor des Militärgeschichtlichen Forschungsamts Rolf-Dieter Müller edierten Quellenpublikation veröffentlicht wurde.
Hans Nagel erhielt seine letzte Ruhestätte auf dem Horstfriedhof in seiner Geburtsstadt.

## Schriften
- Beitrag zur Geschichte des Wirtschafts-Stabes Ost (Wi Stab Ost). Nach Unterlagen der Fachgruppen bearbeitet von Generalmajor Hans Nagel. Abgedruckt in: Rolf-Dieter Müller (Hrsg.): Die deutsche Wirtschaftspolitik in den besetzten sowjetischen Gebieten 1941–1943. Der Abschlussbericht des Wirtschaftsstabes Ost und Aufzeichnungen eines Angehörigen des Wirtschaftskommandos Kiew. Boldt, Boppard am Rhein, 1991, ISBN 3-7646-1905-8, S. 21–585.